# Mithraculus forceps
Mithraculus forceps är en kräftdjursart som först beskrevs av Alphonse Milne-Edwards 1875.  Mithraculus forceps ingår i släktet Mithraculus och familjen Mithracidae. Inga underarter finns listade i Catalogue of Life.